# Thiago Santos (lottatore)
Thiago Santos de Lima, noto semplicemente come Thiago Santos (Rio de Janeiro, 7 gennaio 1984), è un lottatore di arti marziali miste brasiliano.
Soprannominato Marreta ("martello"), si è segnalato tra i più validi artisti del KO della sua generazione.
Dopo essersi distinto nelle promozioni brasiliane Watch Out Combat Show e Spartan MMA, viene ingaggiato dall'organizzazione statunitense UFC grazie alla sua partecipazione al reality show The Ultimate Fighter. Distintosi per le capacità da finalizzatore e per la potenza dei suoi colpi, dal suo debutto al 2018 ha combattuto nella categoria dei pesi medi, prima di passare ai pesi mediomassimi, dove è stato contendente al titolo nel 2019.

## Biografia
Nato e cresciuto nella Cidade de Deus, una favela di Rio de Janeiro, a diciotto anni decide di arruolarsi nell'esercito, rimanendovi per sette anni.

## Caratteristiche tecniche
Santos è un lottatore esplosivo e dotato di un fisico possente, capace di sfruttare la forza fisica e l'atleticità per farsi valere negli scambi in piedi. Artista del KO dallo stile feroce e selvaggio, si è distinto per il pugno pesante – dote che gli ha valso il soprannome di Marreta ("martello") – e per i suoi caratteristici calci, sia alti che a giro.
Poiché da giovane ha praticato capoeira, è particolarmente dotato nei calci acrobatici e alcuni suoi movimenti sono stati paragonati alle tecniche proprie di questa disciplina; spicca inoltre per l'ottima tecnica e il buon controllo delle distanze. Non gli fa difetto la lotta di contrattacco, caratteristica che esibisce tuttavia con più prudenza.
Benché noto per lo stile di combattimento "istintivo e frenetico", in carriera ha dimostrato di essere anche un buon attendista e di saper sferrare attacchi decisivi nei momenti più propizi. Pur essendo dotato di un ottimo background nel jiu jitsu brasiliano, è meno brillante nel combattimento a terra, campo dove ha evidenziato certe lacune.

## Carriera nelle arti marziali miste

### Gli inizi
Inizialmente paracadutista militare di professione, compie il suo ingresso nelle arti marziali miste nel 2010 dopo aver praticato capoeira per otto anni. Nel corso dei due anni successivi raccoglie un record di otto vittorie ed una sola sconfitta, combattendo quasi esclusivamente per federazioni di Rio de Janeiro quali Watch Out Combat Show e Spartan MMA.

### The Ultimate Fightere l'approdo in UFC
Le prestazioni di Santos attirano l'attenzione della UFC, che decide di includerlo nel cast del reality show The Ultimate Fighter nel 2013. Pur venendo eliminato nei quarti di finale dal connazionale e futuro vincitore del programma Leonardo Santos, il brasiliano viene comunque messo sotto contratto. Compie il suo esordio in UFC nel 2013 contro il connazionale Cézar Ferreira, che gli infligge la seconda sconfitta tramite sottomissione.
Facendo leva sulla propria stazza e su uno stile di combattimento aggressivo, si segnala rapidamente all'interno della divisione dei medi, alternando al contempo un rendimento discontinuo. Nei primi tre anni nella compagnia raccoglie cinque vittorie e quattro sconfitte: si ricordano un KO ai danni dell'ex campione Strikeforce Nate Marquardt e una battuta d'arresto al primo round contro il pluricampione olandese Gegard Mousasi.
La sua quarta annata in UFC segna il suo ingresso nei migliori 15 di categoria, mentre il 2018 è l'anno per lui più proficuo con ben cinque match disputati. Con una promettente serie di finalizzazioni in successione – inframezzata solamente da un KO a sorpresa subito da David Branch –, Santos si mette in linea per scalare le gerarchie dei medi ma sul finire dell'anno decide di salire ai mediomassimi, complici diversi problemi riscontrati in passato con il taglio del peso.
L'ottimo periodo di forma del brasiliano prosegue anche nella nuova divisione con finalizzazioni ai danni dei contendenti Jimi Manuwa e Jan Błachowicz, che gli valgono l'ingresso immediato nella top 5 di categoria. Mettendo a referto il suo undicesimo KO raggiunge Johnson e Silva al secondo posto della classifica dei lottatori con più vittorie per knockout in UFC, dietro al solo Belfort (12).
Il 6 luglio sfida Jon Jones con in palio il titolo dei pesi mediomassimi: alla seconda ripresa riporta un infortunio al ginocchio in un tentativo di calcio basso che di lì alla fine dell'incontro ne compromette l'equilibrio. Il brasiliano costringe comunque il campione a portare avanti il match per tutte le cinque riprese e alla fine risulta battuto per decisione non unanime.

## Risultati nelle arti marziali miste
| Risultato | Record | Avversario          | Metodo                                 | Evento                                  | Data              | Round | Tempo | Città                                | Note                                              |
| --------- | ------ | ------------------- | -------------------------------------- | --------------------------------------- | ----------------- | ----- | ----- | ------------------------------------ | ------------------------------------------------- |
| Sconfitta | 22-11  | Jamahal Hill        | KO Tecnico (pugni e gomitate)          | UFC on ESPN: Santos vs. Hill            | 6 agosto 2022     | 4     | 2:31  | Las Vegas, Stati Uniti               |                                                   |
| Sconfitta | 22-10  | Magomed Ankalaev    | Decisione (unanime)                    | UFC Fight Night: Ankalaev vs Santos     | 6 Marzo 2022      | 5     | 5:00  | Las Vegas, Stati Uniti               |                                                   |
| Vittoria  | 22-9   | Johnny Walker       | Decisione (unanime)                    | UFC Fight Night: Santos vs. Walker      | 2 Ottobre 2021    | 5     | 5.00  | Las Vegas, Stati Uniti               |                                                   |
| Sconfitta | 21-9   | Aleksandar Rakić    | Decisione (unanime)                    | UFC 259: Błachowicz vs. Adesanya        | 6 Marzo 2021      | 3     | 5:00  | Las Vegas, Stati Uniti               |                                                   |
| Sconfitta | 21-8   | Glover Teixeira     | Sottomisione (rear-naked choke)        | UFC Fight Night: Santos vs. Teixeira    | 7 Novembre 2020   | 3     | 1:49  | Las Vegas, Stati Uniti               |                                                   |
| Sconfitta | 21-7   | Jon Jones           | Decisione (non unanime)                | UFC 239: Jones vs. Santos               | 6 luglio 2019     | 5     | 5:00  | Paradise, Stati Uniti d'America      | Per il titolo dei pesi mediomassimi UFC           |
| Vittoria  | 21-6   | Jan Błachowicz      | KO tecnico (pugni)                     | UFC Fight Night: Błachowicz vs. Santos  | 23 febbraio 2019  | 3     | 0:39  | Praga, Repubblica Ceca               | Performance of the Night                          |
| Vittoria  | 20-6   | Jimi Manuwa         | KO (pugno)                             | UFC 231: Holloway vs. Ortega            | 8 dicembre 2018   | 2     | 0:41  | Toronto, Canada                      | Performance of the Night                          |
| Vittoria  | 19-6   | Eryk Anders         | KO tecnico (stop arbitrale)            | UFC Fight Night: Santos vs. Anders      | 22 settembre 2018 | 3     | 5:00  | San Paolo, Brasile                   | Debutto nei pesi mediomassimi, Fight of the Night |
| Vittoria  | 18-6   | Kevin Holland       | Decisione (unanime)                    | UFC 227: Dillashaw vs. Garbrandt 2      | 4 agosto 2018     | 3     | 5:00  | Los Angeles, Stati Uniti d'America   |                                                   |
| Sconfitta | 17-6   | David Branch        | KO (pugno)                             | UFC Fight Night: Barboza vs. Lee        | 21 aprile 2018    | 1     | 2:30  | Atlantic City, Stati Uniti d'America |                                                   |
| Vittoria  | 17-5   | Anthony Smith       | KO tecnico (calcio al corpo e pugni)   | UFC Fight Night: Machida vs. Anders     | 3 febbraio 2018   | 2     | 1:03  | Belém, Brasile                       | Fight of the Night                                |
| Vittoria  | 16-5   | Jack Hermansson     | KO tecnico (calcio al corpo e pugni)   | UFC Fight Night: Brunson vs. Machida    | 28 ottobre 2017   | 1     | 4:59  | San Paolo, Brasile                   | Performance of the Night                          |
| Vittoria  | 15-5   | Gerald Meerschaert  | KO tecnico (pugni)                     | UFC 213: Romero vs. Whittaker           | 8 luglio 2017     | 2     | 2:04  | Las Vegas, Stati Uniti d'America     |                                                   |
| Vittoria  | 14-5   | Jack Marshman       | KO tecnico (calcio a giro e pugni)     | UFC Fight Night: Lewis vs. Browne       | 19 febbraio 2017  | 2     | 2:21  | Halifax, Canada                      | Performance of the Night                          |
| Sconfitta | 13-5   | Eric Spicely        | Sottomissione (rear-naked choke)       | UFC Fight Night: Cyborg vs. Lansberg    | 24 settembre 2016 | 1     | 2:58  | Brasilia, Brasile                    |                                                   |
| Sconfitta | 13-4   | Gegard Mousasi      | KO (pugni)                             | UFC 200: Tate vs. Nunes                 | 9 luglio 2016     | 1     | 4:32  | Las Vegas, Stati Uniti d'America     |                                                   |
| Vittoria  | 13-3   | Nate Marquardt      | KO (pugni)                             | UFC 198: Werdum vs. Miocic              | 14 maggio 2016    | 1     | 3:39  | Curitiba, Brasile                    |                                                   |
| Vittoria  | 12-3   | Elias Theodorou     | Decisione (unanime)                    | UFC Fight Night: Namajunas vs. VanZant  | 10 dicembre 2015  | 3     | 5:00  | Las Vegas, Stati Uniti d'America     |                                                   |
| Vittoria  | 11-3   | Steve Bossé         | KO (calcio alla testa)                 | UFC Fight Night: Machida vs. Romero     | 27 giugno 2015    | 1     | 0:29  | Hollywood, Stati Uniti d'America     | Performance of the Night                          |
| Vittoria  | 10-3   | Andy Enz            | KO tecnico (calcio al corpo e pugni)   | UFC 183: Silva vs. Diaz                 | 31 gennaio 2015   | 1     | 1:56  | Las Vegas, Stati Uniti d'America     |                                                   |
| Sconfitta | 9-3    | Uriah Hall          | Decisione (unanime)                    | UFC 175: Weidman vs. Machida            | 5 luglio 2014     | 3     | 5:00  | Las Vegas, Stati Uniti d'America     |                                                   |
| Vittoria  | 9-2    | Ronny Markes        | KO tecnico (calcio al corpo e pugni)   | UFC Fight Night: Shogun vs. Henderson 2 | 23 marzo 2014     | 1     | 0:53  | Natal, Brasile                       |                                                   |
| Sconfitta | 8-2    | Cézar Ferreira      | Sottomissione (ghigliottina)           | UFC 163: Aldo vs. Korean Zombie         | 3 agosto 2013     | 1     | 0:41  | Rio de Janeiro, Brasile              | Debutto in UFC                                    |
| Vittoria  | 8-1    | Denis Figueira      | KO tecnico (calcio alla testa e pugni) | Watch Out Combat Show 20                | 27 luglio 2012    | 1     | N/A   | Rio de Janeiro, Brasile              |                                                   |
| Sconfitta | 7-1    | Vicente Luque       | KO tecnico (pugni)                     | Spartan MMA 2012                        | 28 aprile 2012    | 1     | N/A   | São Luís, Brasile                    |                                                   |
| Vittoria  | 7-0    | Junior Vidal        | KO tecnico (pugni)                     | Watch Out Combat Show 18                | 3 marzo 2012      | 1     | N/A   | Rio de Janeiro, Brasile              |                                                   |
| Vittoria  | 6-0    | Eneas Souza         | Sottomissione (rear-naked choke)       | Watch Out Combat Show 17                | 27 dicembre 2011  | 3     | 2:50  | Rio de Janeiro, Brasile              |                                                   |
| Vittoria  | 5-0    | Marcos Viggiani     | Decisione (unanime)                    | Spartan MMA 2011                        | 26 novembre 2011  | 3     | 5:00  | Rio de Janeiro, Brasile              |                                                   |
| Vittoria  | 4-0    | Rafael Braga        | KO tecnico (pugni)                     | Explosion Fight                         | 13 agosto 2011    | 1     | N/A   | Rio de Janeiro, Brasile              |                                                   |
| Vittoria  | 3-0    | Mauricio Chueke     | Decisione (unanime)                    | Watch Out Combat Show 14                | 23 luglio 2011    | 3     | 5:00  | Rio de Janeiro, Brasile              |                                                   |
| Vittoria  | 2-0    | Gabriel Barreiro    | KO tecnico (ritiro)                    | Senna Fight                             | 16 aprile 2011    | 2     | 1:53  | Rio de Janeiro, Brasile              |                                                   |
| Vittoria  | 1-0    | Guliherme Benedicto | Decisione (unanime)                    | Watch Out Combat Show 10                | 10 ottobre 2010   | 3     | 5:00  | Rio de Janeiro, Brasile              |                                                   |